# Salvatore Licitra
Salvatore Licitra, född 10 augusti 1968 i Bern, Schweiz, död 5 september 2011 i Catania, Sicilien, var en italiensk tenor.
Licitras föräldrar var från Sicilien, men han föddes i Bern i Schweiz och växte upp i Milano. Han arbetade på den italienska tidskriften Vogue innan han började ta sånglektioner som 19-åring.
Han gjorde sin debut i Maskeradbalen i Parma 1998. Därefter uppträdde han på La Scala, Arena di Verona, Wiener Staatsoper och Metropolitan Opera.
Den 27 augusti 2011 var Licitra med om en trafikolycka på Sicilien och låg i koma i nio dagar innan han dödförklarades.